# リマンタス・クリプチュス
リマンタス・クリプチュス（Rimantas Klipčius、1985年2月18日 - ）は、リトアニアの政治家。
シュヴェンチョネレイに生まれる。シュヴェンチョネレイ中等学校およびシュヴェンチョネレイ・ギムナジウムで学んだのち、ヴィリニュス大学経済学部で経営学を学び、2007年に卒業。
その後、自由中道連合シュヴェンチョニース地区支部の支部長を務める。2011年よりシュヴェンチョニース地区自治体議会議員。2015年、シュヴェンチョニース地区自治体市長に選ばれる。